# Данченко Ельхан Теймурович
Ельха́н Тейму́рович Да́нченко (1994—2022) — український військовослужбовець, старший матрос, учасник російсько-української війни.

## З життєпису
Народився 1994 року в місті Баку. Має українське коріння по материнській лінії — мама уродженка міста Кременчук; батько азербайджанець Теймур Ромозанов. Закінчив факультет інформатики та обчислювальної техніки Національного технічного університету України. З дружиною, Анжелікою Данченко, уродженкою міста Путивль, 2016 року переїхали до Путивльської громади. 2018 року у подружжя народилася донечка Кіра.
Підписав контракт із Збройними Силами України; служив старшим матросом 36-ї бригади окремої морської піхоти. З початком повномасштабного вторгнення брав участь в евакуації мирного населення, допомагав пораненим. Учасник боїв за Маріуполь; перебував усі 86 днів і ночей, зазнав поранення.
Важкопораненим узятий окупантами в полон; у червні 2022 року там жорстоко вбитий. .
4 грудня 2023 року домовину з тілом Ельхана зустрічали на колінах живим коридором в Путивлі. Похований в місті Путивль на Алеї героїв.

## Нагороди
- Орден «За мужність» III ступеня[2].